# Genista quadriflora
Genista quadriflora är en ärtväxtart som beskrevs av Giles Munby. Genista quadriflora ingår i släktet ginster, och familjen ärtväxter. Inga underarter finns listade i Catalogue of Life.